# Африканский страус
Африка́нский стра́ус (лат. Struthio camelus) — бескилевая нелетающая птица семейства страусовых (Struthionidae)
.
Его научное название в переводе с греческого означает «воробей-верблюд» (др.-греч. στρουθίο-κάμηλος).

## Общая характеристика
Африканский страус — самая крупная из современных птиц: высотой до 270 см и массой до 156 кг. Страус имеет плотное телосложение, длинную шею и небольшую уплощённую голову. Клюв прямой и плоский, с роговым «когтем» на надклювье, довольно мягкий. Глаза большие, с густыми ресницами на верхнем веке.
Страусы — нелетающие птицы. Для них характерно полное отсутствие киля и слаборазвитая грудная мускулатура; скелет не пневматичен, за исключением бедренных костей. Крылья у страусов недоразвитые; два пальца на них заканчиваются когтями. Задние конечности длинные и сильные. В отличие от большинства птиц, которые имеют по 4 пальца на лапах, у страуса всего по два пальца: первый и второй пальцы полностью утрачены, третий палец с мощным когтем, четвёртый заметно меньше и лишён когтя. В покое и при ходьбе птица опирается на оба пальца, а при беге и на коготь..
Оперение у страуса рыхлое и курчавое. Перья растут по всему телу более-менее равномерно, аптерии отсутствуют. Строение пера примитивное: бородки почти не сцеплены друг с другом, поэтому плотных пластинок-опахал не образуется. Голова и шея как самцов, так и самок почти голые, с тонким слоем пуха. Кожа шеи и бедер самок розовато-серая, у самцов серая или розовая, в зависимости от подвида. На груди также имеется голый участок кожи, грудная мозоль, на которую страус опирается, когда ложится.
Цвет оперения у взрослого самца чёрный; перья хвоста и крыльев белые. Самка страуса мельче самца и окрашена однообразно — в серовато-бурые тона; перья крыльев и хвоста — грязно-белые. Новорождённые страусы имеют палевую окраску с темно-коричневыми пятнами.
- Голова
- Стопа (как это часто бывает, без одного из когтей)
- Когти на крыльях
- Череп
- Скелет

## Распространение и подвиды
Зона обитания страусов охватывала сухие безлесные пространства Африки и Ближнего Востока, включая Ирак (Месопотамию), Иран (Персию) и Аравию. Ксенофонт упоминает о многочисленных страусах, которые водились на Ближнем Востоке в пустынях к западу от реки Евфрат. Однако из-за интенсивной охоты их популяция сильно сократилась. Ближневосточный подвид, S. c. syriacus, считается исчезнувшим с 1966 г. Ещё раньше, в плейстоцене и плиоцене, различные виды страусов были распространены в Передней Азии, на юге Восточной Европы, в Центральной Азии и в Индии.
Существуют два базовых типа африканского страуса: страусы Восточной Африки с красными шеями и ногами, и два подвида с синевато-белыми шеями и ногами. Другой подвид страусов с серыми шеями (S. c. australis) обитает в юго-западной Африке, где его ареал крайне мозаичен. У подвида S. c. massaicus, или масайских страусов, во время брачного сезона шея и ноги окрашены в ярко-красный цвет. Выделяют ещё один подвид — S. c. camelus в Северной Африке. Его естественный ареал простирается от Эфиопии и Кении до Сенегала, а на севере — до восточной Мавритании и южного Марокко. На протяжении длительного времени выделялся также подвид S. c. molybdophanes (сомалийский страус), водящийся в Эфиопии, северной Кении и Сомали, но сравнительно недавно он был признан отдельным видом.
- S. c. camelus
- S. c. australis
- S. c. massaicus
- S. c. syriacus

## Образ жизни и питание
Страус обитает в открытых саваннах и полупустынях, севернее и южнее зоны экваториальных лесов. Вне брачного сезона страусы обычно держатся небольшими стаями или семьями. Семья состоит из взрослого самца, четырёх-пяти самок и птенцов. Нередко страусы пасутся вместе с табунами зебр и антилоп и вместе с ними совершают долгие переселения по африканским равнинам. Благодаря своему росту и прекрасному зрению, страусы первые замечают опасность. В случае опасности они бросаются в бегство, развивая скорость до 60—70 км/ч и делая шаги в 3,5—4 м длиной, и при необходимости круто меняют направление бега, не снижая скорости. Молодые страусы уже в месячном возрасте могут бегать со скоростью до 50 км/ч.
Обычной пищей страусов являются различные части растений — побеги, цветки, семена, плоды, но при случае они поедают и мелких животных — насекомых, рептилий, грызунов и остатки от трапез хищников. Молодые птицы питаются только животной пищей. В неволе страусу требуется около 3,5 кг пищи в день. Поскольку у страусов нет зубов, для измельчения пищи в желудке они глотают мелкие камешки, а зачастую и другие твёрдые предметы: гвозди, куски дерева, железа, пластмассы и т. д. Страусы могут длительное время обходиться без воды, получая влагу из поедаемых растений, однако при случае охотно пьют и любят купаться.
Яйца страусов, оставленные без присмотра взрослых птиц, часто становятся добычей хищников (шакалов, гиен), а также птиц-падальщиков. Стервятники, например, берут камень в клюв и бросают его на яйцо до тех пор, пока оно не разобьётся. Иногда птенцов ловят львы. Однако взрослые страусы опасны даже для крупных хищников — одного удара их сильной ноги, вооружённой твёрдым когтем, достаточно, чтобы серьёзно ранить или убить льва. Известны случаи, когда самцы, защищая свою территорию, нападали на людей.
Легенда, что напуганный страус прячет голову в песок, вероятно, происходит от того факта, что самка страуса, сидящая на гнезде, в случае опасности распластывает по земле шею и голову, стремясь стать незаметной на фоне окружающей саванны. Так же страусы поступают при виде хищников. Если к такой затаившейся птице приблизиться, она мгновенно вскакивает и убегает.

## Хозяйственное значение
Красивые маховые и рулевые перья страусов издавна пользовались спросом — из них делали опахала, веера и плюмажи головных уборов. Прочная скорлупа страусиных яиц использовалась африканскими племенами как сосуды для воды, а в Европе из этих яиц делали красивые кубки.
Из-за перьев, которые шли на украшение дамских шляп и на веера, страусов почти истребили в XVIII — начале XIX вв. Если бы в середине XIX в. страусов не стали разводить на фермах, то они к настоящему времени, возможно, были бы уже полностью истреблены, как был истреблён ближневосточный подвид страуса. Сейчас страусов разводят более чем в 50 странах мира (включая страны с холодным климатом, например, Швецию), однако большинство их ферм по-прежнему сосредоточено в Южной Африке.
На страусах можно ездить верхом. Взрослый самец везёт человека без труда.
В настоящее время страусов разводят преимущественно ради дорогой кожи и мяса. Мясо страусов нежирное и содержит мало холестерина. Дополнительными продуктами являются яйца и перья. Перья из птиц не выдёргивают, а раз или два в году аккуратно срезают близко к коже. Только двух-трёхлетние и более старые страусы подходят для такой операции — у молодых птиц перья неценные.

## Размножение
Страус — полигамная птица. Чаще всего страусов можно встретить группами по 3—5 птиц — один самец и несколько самок. Только во внегнездовое время страусы иногда собираются стаями до 20—30 птиц, а неполовозрелые птицы на юге Африки — и до 50—100 особей. Самцы страусов во время брачного сезона занимают территорию от 2 до 15 км², прогоняя конкурентов.
Когда приходит время размножения, самцы страусов своеобразно токуют, привлекая самок. Самец опускается на цевки, ритмично бьёт крыльями, запрокидывает голову назад и трётся затылком о собственную спину. Шея и ноги у самца в этот период приобретают яркую окраску. Соревнуясь за самок, самцы издают шипение и др. звуки. Могут трубить: для этого они набирают полный зоб воздуха и с силой проталкивают его через пищевод — при этом раздаётся подобие глухого рёва.
Доминантный самец покрывает всех самок в гареме, но пару образует только с доминантной самкой и вместе с ней высиживает птенцов. Яйца все самки откладывают в общую гнездовую ямку, которую самец выскребает в земле или в песке. Её глубина всего 30—60 см. Яйца страусов — самые крупные в птичьем мире, хотя относительно размеров самой птицы они невелики: длина яйца — 15—21 см, масса — от 1,5 до 2 кг (это примерно 25—36 куриных яиц). Скорлупа страусиных яиц очень толстая — 0,6 см, её цвет обычно соломенно-жёлтый, реже более тёмный или белый. В Северной Африке общая кладка обычно состоит из 15—20 яиц, на юге материка — из 30, в Восточной Африке число яиц доходит до 50—60. Каждая самка откладывает яйца, по-видимому, раз в 2 дня.
Когда доминантная самка отложит все яйца, она требует, чтобы остальные самки удалились, прикатывает в центр кладки собственные яйца (она отличает их по фактуре скорлупы) и приступает к насиживанию.
Яйца днём попеременно насиживают самки (из-за их покровительственной окраски, сливающейся с ландшафтом), ночью — самец. Нередко днём яйца остаются без присмотра и обогреваются лучами солнца. Насиживание длится 35—45 дней. Тем не менее, часто многие яйца, а иногда и все, гибнут из-за недосиживания. Прочную скорлупу страусиного яйца птенец взламывает около часа, иногда и больше. Упирается одной ногой в тупой конец яйца, другой ногой в острый и бьёт клювом в одно место, пока не появляется маленькая дырочка. Потом делает так ещё несколько дырочек. Затем, чтобы выломать себе выход, птенец бьёт по скорлупе затылком, поэтому вылупляются птенцы африканских страусов с гематомами на затылке, которые быстро проходят.
Когда птенцы вылупляются, взрослая птица разбивает яйца, которые точно испортились (обычно они лежат по краям). На них слетаются мухи, которые служат пищей птенцам.
Страусята вылупляются зрячие, покрытые пухом и способные к передвижению. Только что вылупившийся страусёнок весит около 1,2 кг, а к четырём месяцам достигает 18—19 кг. Птенцы на следующий день после вылупления оставляют гнездо и путешествуют вместе с отцом в поисках пищи. В течение первых 2 месяцев жизни птенцы покрыты буроватыми жёсткими щетинками, затем одеваются в наряд, сходный по окраске с нарядом самки. Настоящие перья появляются на втором месяце, а чёрные перья у самцов — только на втором году жизни. Способными к размножению страусы становятся в 2—4 года. Африканские страусы живут, как и люди, то есть в среднем 75 лет.
Птенцы крепко привязаны друг к другу. Если две группы птенцов оказываются слишком близко, то смешиваются, и их уже не разделить. Родители вступают в схватку друг с другом. Победители берут на себя заботу обо всех птенцах. Поэтому нередко встречаются группы разновозрастных птенцов.

## Белковые последовательности
В ископаемой яичной скорлупе страусовых из танзанийских местонахождений Лаэтоли (3,8 млн лет) и Олдувай (1,3 млн лет) обнаружен самый древний известный на 2016 год белок (протеин). Последовательности пептидов яичной скорлупы из Африки имеют тепловой возраст на два порядка старше, чем те, о которых сообщалось для ДНК или костного коллагена. Образцы яичной скорлупы из Пещеры залива Эландс (Elands Bay Cave, 16—0,3 тыс. лет назад), пещер Пиннакл-Пойнт PP 5/6 и PP 30 (Pinnacle Point Caves, 80–50 тыс. л. н. и ~150 тыс. л. н.), пещеры Вандерверк (Wonderwerk Cave, 1 млн лет), стоянки Белл Коронго (Bell Korongo, in situ, 1,34 млн лет) в Олдувайском ущелье и Лаэтоли (4,3—2,6 млн лет) были исследованы с использованием рацемизации аминокислот (AAR), органических летучих соединений, древней ДНК и протеомного анализа. Независимый анализ результатов во второй лаборатории (Копенгаген) продемонстрировал воспроизводимость результатов. Все пептиды и белки, обнаруженные в этом исследовании, имели характер повреждений (то есть модификации, вызванные диагенезом, такие как дезамидирование, окисление), которые полностью соответствуют возрасту образцов. Механизм, обеспечивающий выживание древних последовательностей в течение ~ 4 млн лет (~ 16 млн лет при 10 °C) в экваториальных областях, заключается в стабилизации оптимально сконфигурированных пептидов и связанных молекул воды путем поверхностного связывания на этой границе. Исключительная сохранность пептидных последовательностей возрастом 3,8 млн лет в Экваториальной Африке объясняется с точки зрения стабилизации поверхности как пептида, так и молекул воды, участвующих в гидролитическом распаде пептида.

## Интересные факты
- Существует мнение, что при испуге страус закапывает голову в песок.

Расхожее мнение о том, что страусы прячут голову в песок, спасаясь от хищников, берёт начало в работах римского мыслителя Плиния Старшего, в записях которого читаем: «страусы представляют, что когда они засовывают голову и шею в землю, всё их тело кажется сокрытым».
В действительности иногда можно наблюдать страусов, склонивших свою голову к земле и глотающих песок или гравий. Страусы отбирают из земли твёрдые камушки гравия, которые улучшают их пищеварительный процесс.
Также страусы просто роняют голову на землю после продолжительной погони за ними, когда у них уже не остается сил ни бежать ни даже держать голову поднятой. Поэтому страусы головы в песок не прячут.Ostrich Head in Sand. ABC Science
- Большая часть дворянских гербов Польши имеет в нашлемнике страусиные перья.